# Карпенко, Николай Андреевич (полковник)
Николай Андреевич Карпенко (24 ноября 1890 — 9 июня 1927) — полковник, георгиевский кавалер, начальник штаба конной бригады атамана Семёнова, в 1922 году перешёл на сторону НРА ДВР, а 9 июня 1927 арестован и расстрелян в ответ на убийство Войкова.

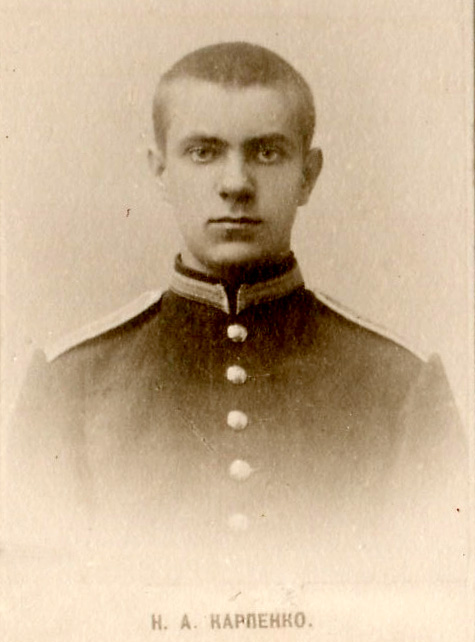
Н. А. Карпенко кадет Полтавского кадетского корпуса, около 1908.

## Биография
Родился 24 ноября 1890 года в семье офицера в Константинограде (по другим сведениям место рождения Москва). Дворянин.
В 1908 году окончил Полтавский кадетский корпус, получив первый приз за фехтование на гимнастических состязаниях. В 1911 году выпущен из Михайловского артиллерийского училища в офицеры в 9-й артиллерийской бригады. Капитан, командир батареи 9-й артиллерийской бригады.

Награждён Орденом святого Георгия 4 степени за то, что в бою 14 августа 1914 года: 
У села Сухоте со вверенным ему взводом, под действительным ружейным огнем противника, с блестящей храбростью выехал вперед, оставив позади себя прикрытие, на близкую противнику дистанцию и метким огнем отбросил значительные неприятельские пехотные части, уже охватывавшие фланг нашего отряда.
К началу 1917 года оставался в чине капитана. 24 января 1917 награждён Георгиевским оружием.
С 1918 года в белых войсках Восточного фронта. Начальник штаба конной бригады атамана Семёнова. Затем в Харбине в частях генерала Хорвата, представитель его в Японии до 1921. Имел чин полковника.
Не позднее июля 1922 года перешёл на сторону НРА ДВР, вернулся в Читу, где располагался тогда штаб Народно-революционной армии ДВР. Сохранилось письмо Н. А. Карпенко, написанное в конце июня 1922 года, комиссару Штаба HPA ДВР И. С. Коневу. В нём Карпенко объяснял, что во время Первой мировой войны свято верил в цели союзников, Октябрьскую революцию не принял «из-за личных обид» (так в тексте, каких — не пояснено), что белое движение рушится и зависит исключительно от иностранцев, преследующих свои цели. «Карты их раскрыты, и у меня на всю жизнь останутся в памяти слова Ллойд Джорджа об окончательном обессилении России, чтобы с ней потом легче было разговаривать» — писал Н. А. Карпенко будущему советскому маршалу.
Н. А. Карпенко переехал в Москву, был трудоустроен, работал в «Москвинпроме».
По предложению Сталина арестован 9 июня 1927 года в связи с убийством Войкова в Варшаве. Обвинён в том, что находился «на агентурной связи у британского поверенного в Москве Р. Ходжсона, сообщал данные об РККА и оборонных сооружениях».
И расстрелян в тот же день 9 июня 1927 в Москве. Похоронен на Ваганьковском кладбище.
В 1938 году на допросах, которые проводил следователь А. И. Омоловский, О. В. Бернард показал, что именно он организовал в 1926 году встречу Карпенко и с английским поверенным в Москве Ходжсоном, рассчитывавшим использовать Карпенко как шпиона. По показаниям Бернарда, данным на следствии, якобы Н. А. Карпенко возглавил террористическую белогвардейско-офицерскую организацию в Москве, заменив возглавлявшего её ранее К. А. Бенкендорфа, сына царского посла в Англии.
В отличие от, например, П. Д. Долгорукова, полностью реабилитирован в числе 12 из 20, расстрелянных в ночь 9 на 10 июня 1927 года. Современными исследователями его дело расценивается как сфабрикованное.

## Семья
Был холост.
- Сестра — ?
- Брат — офицер в Харбине.